# Brachythecium gangulianum
Brachythecium gangulianum là một loài Rêu trong họ Brachytheciaceae. Loài này được (Vohra) Ochyra mô tả khoa học đầu tiên năm 1998.